# Municipio de East Lincoln (Iowa)
El municipio de East Lincoln (en inglés: East Lincoln Township) es un municipio ubicado en el condado de Mitchell en el estado estadounidense de Iowa. En el año 2010 tenía una población de 159 habitantes y una densidad poblacional de 2,85 personas por km².

## Geografía
El municipio de East Lincoln se encuentra ubicado en las coordenadas 43°14′6″N 92°37′36″O / 43.23500, -92.62667. Según la Oficina del Censo de los Estados Unidos, el municipio tiene una superficie total de 55.85 km², de la cual 55,85 km² corresponden a tierra firme y (0 %) 0 km² es agua.

## Demografía
Según el censo de 2010, había 159 personas residiendo en el municipio de East Lincoln. La densidad de población era de 2,85 hab./km². De los 159 habitantes, el municipio de East Lincoln estaba compuesto por el 100 % blancos. Del total de la población el 0 % eran hispanos o latinos de cualquier raza.